# Chios
Chios (druhý pád Chiu, řecky: Χίος) je ostrov na severovýchodě Egejského moře blízko pobřeží Malé Asie patřící Řecku. Mezi řeckými ostrovy je pátý největší. Spolu s okolními malými neobydlenými ostrůvky tvoří stejnojmennou obec. Spolu s ostrovy Inousses a Psara je součástí stejnojmenné regionální jednotky v kraji Severní Egeis. V hlavním městě Chios žije téměř polovina obyvatel ostrova.

## Obyvatelstvo
V obci žilo v roce 2011 51 390 obyvatel. Obec Chios se člení na osm obecních jednotek, které se dále skládají z komunit a ty z jednotlivých sídel, tj. měst a vesnic. V závorkách je uveden počet obyvatel obecních jednotek a komunit.
- Obecní jednotka Agios Minas (3271) - komunity: Neochori (665), Thymiana (2606)
- Obecní jednotka Amani (983) - komunity: Agio Gala (38), Chalandra (31), Diefcha (20), Fyta (17), Keramos (37), Kourounia (75), Leptopoda (37), Melanios (7), Nea Potamia (64), Nenitouria (53), Parparia (138), Pirama (40), Pispilounta (60), Trypes (53), Volissos (313)
- Obecní jednotka Chios (26850) - komunity: Chios (26850)
- Obecní jednotka Ionia (3956) - komunity: Exo Didyma (40), Flatsia (76), Kallimasia (1100), Katarraktis (408), Koini (146), Mesa Didyma (169), Myrmigki (92), Nenita (924), Pagida (129), Tholopotami (692), Vouno (180)
- Obecní jednotka Kampochora (2897) - komunity: Agios Georgios Sykousis (579), Chalkeio (950), Dafnonas (385), Vasileonoiko (377), Vaviloi (209), Ververato (231), Zyfias (166)
- Obecní jednotka Kardamyla (2234) - komunity: Amades (140), Kampia (50), Kardamyla (1643), Pityous (257), Spartounta (36), Viki (108)
- Obecní jednotka Mastichochoria (3672) - komunity: Armolia (442), Elata (248), Kalamoti (746), Lithi (398), Mesta (437), Olympoi (376), Patrika (120), Pyrgi (832), Vessa (113)
- Obecní jednotka Omiroupoli (7527) - komunity: Anavatos (1), Avgonyma (14), Karyes (676), Lagkada (856), Sidirounta (38), Sykiada (610), Vrontados (5332)

## Geografie
Jeho rozloha činí 842 km² a délka jeho pobřeží je 213 km. Vzdálenost k tureckému pobřeží je mezi 7 km až 13 km. Souostroví Inousses leží asi dva kilometry od severovýchodního pobřeží. Ostrov Psara je asi 20 km západně od severozápadního pobřeží. Ostrov Lesbos je 48 km severně a  ostrov Ikaria 58 km jižně.  Maximální délka ostrova je 51 km od mysu Masticho (Ακρωτήριο Μάστιχο) na jihu k mysu Epanochoro (Ακρωτήριο Επανωχώρω) na severu. Šířka od východu k západu ostrova se pohybuje mezi asi 29 km na severu ostrova k téměř 13 km ve středu ostrova. 
Pobřeží Chiosu se vyznačuje několika velkými a otevřenými zátokami. Severní pobřeží je strmé, severovýchodní nabízí dva chráněné přístavy. Hlavní přístav a většina kotvišť na ostrově leží podél východního pobřeží, kde jsou chráněny pobřežím Malé Asie. Na jihovýchodě se nachází zátoka Megas Limionas (Όρμος Μέγα Λιμιώνα) a zátoka Kalamoti (Όρμος Καλαμοτής). Západně od mysu Masticho (Ακρωτήριο Μάστιχο) je mys Oura (Ακρωτήριο Ουρά), jižní cíp ostrova. Pobřeží je zde více členěno četnými malými přístavními zátokami a mysy.
Nejvyšší hora Agios Ilias (Άγιο Ηλία) v severním horském masivu Pelineon (Πελινναίο) má nadmořskou výšku 1297 m. Na Chiosu nejsou žádné řeky. 
Ostrov má typické středomořské klima. Severní nebo severozápadní větry udržují v létě příjemné teploty, které nepřekračují 28 nebo 29 °C. Zima je mírná.

## Historie
V roce 201 př. n. l. se u ostrova odehrála námořní bitva, ve které Rhoďané a jejich spojenci porazili makedonské loďstvo. 23. července 1319 tu řádová flota johanitů zničila flotu západoanatolského Ajdanského bejliku (knížectví) v námořní bitvě - viz Bitva u ostrova Chios (1319). Do roku 1566 patřil Chios Janovské republice.
V roce 1770 se u ostrova strhla námořní bitva mezi Turky a Rusy. Rusové protivníka naprosto zdecimovali a smlouvou z Küçük Kaynarca si vynutili značné turecké ústupky v oblasti Černého moře, mimo jiné i svobodný průjezd Bosporem pro lodě plavící se pod ruskou vlajkou.
Během řecké války za nezávislost bylo v dubnu 1822 ze 100 000 obyvatel Chiosu okolo 90 000 ostrovanů povražděno nebo zotročeno osmanskými Turky.
Ostrov Chios je známý jako významný producent mastichy, pryskyřice řečíku lentišku.

## Produkce
- V oblasti Kambos se pěstují citrusy, vyhlášené jsou zejména mandarinky.
- Jižní část ostrova (Mastichochoria) je známá produkcí mastichy, pryskyřice řečíku lentišku.

## Osobnosti
- Svatá Matrona z Chiosu
- Jan Josef De Camellis (1641 Chios–1706 Ruská Nová Ves), generální prokurátor řádu basiliánů, mukačevský řeckokatolický biskup, autor prvních rusínských učebnic[4]